# Canton de Montmartin-en-Graignes
Le canton de Montmartin-en-Graignes est une ancienne circonscription administrative de la Manche.

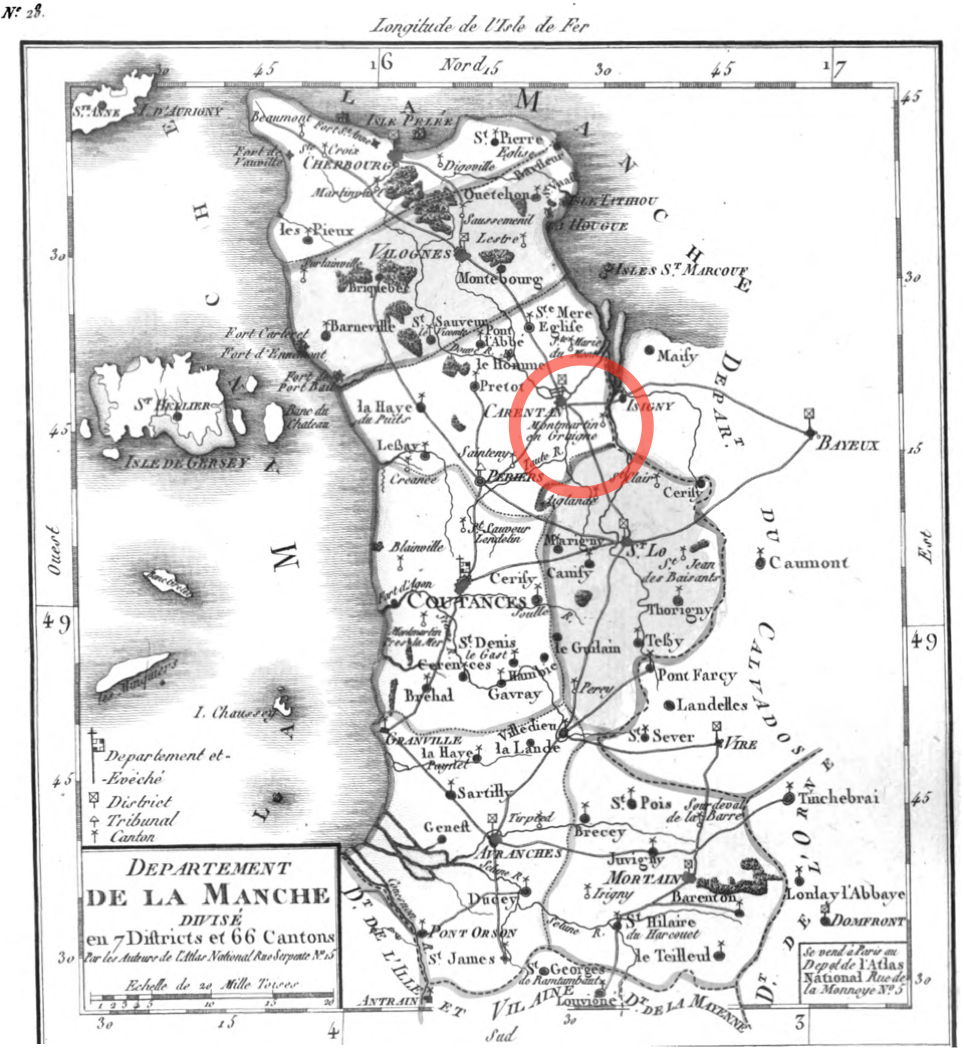
Localisation de l'ancien canton de Montmartin-en-Graignes sur la carte du nouveau département de la Manche en 1792.

## Histoire
Créé en 1790 en tant que subdivision de l'ancien district de Carentan, le canton de Montmartin-en-Graignes fut une première fois supprimé en juin 1793, avec tous les autres, par la Convention de la même date, puis rétabli par le directoire en octobre 1795. Il fut définitivement supprimé en 1801. Les communes furent réparties entre les cantons de Carentan et de Saint-Jean-de-Daye.

## Composition
De 1790 à 1801, le canton de Montmartin-en-Graignes regroupait sept communes :
aujourd'hui au canton de Carentan :
- Auville-sur-le-Vey, ancienne commune aujourd'hui intégrée aux Veys
- Beuzeville-sur-le-Vey, ancienne commune aujourd'hui intégrée aux Veys
- Brévands
- Catz
- Saint-Pellerin

aujourd'hui au canton de Saint-Jean-de-Daye
- Graignes, ancienne commune aujourd'hui intégrée a Graignes-Mesnil-Angot
- Montmartin-en-Graignes